# Д’Эскорш де Сент-Круа, Шарль Мари Робер
Шарль Мари Робер д'Эскорш де Сент-Круа (фр. Charles Marie Robert d'Escorches de Sainte-Croix; 1782—1810) — французский военный деятель, бригадный генерал (1809 год), граф (1810 год), участник революционных и наполеоновских войн. Один из самых молодых генералов Первой империи.

## Биография
Сент-Круа происходил из очень знатного рода. Его отец был генералом королевской армии. В 1791 году, во время Французской революции, семья эмигрировала; Шарль, которому было всего 12 лет, вместе со своим отцом вступил в «Армию Принцев» и участвовал в 1794 году в осаде Менена в Бельгии. Затем сражался в Вандее, где был дважды ранен.
В период Директории его семья получила амнистию, и Сент-Круа старший стал послом Франции в Константинополе. Вполне понятно, что родители желали видеть своего сына также делающим карьеру на дипломатическом поприще. В результате юный Сент-Круа оказался одним из чиновников Министерства иностранных дел. Однако в 1805 года вести из армии об удивительных подвигах пробудили воинственный пыл молодого человека, который, подобно Сегюру, почувствовал, как «в его жилах вскипела кровь рыцарственных предков». Почти сразу же для Сент-Круа представился великолепный случай: Наполеон, желая воссоздать иностранные полки, поручил Министерству иностранных дел провести подготовительную работу, направленную на освоение опыта использования иностранных частей на службе Франции при Старом Порядке. Министр, зная о наклонностях молодого чиновника, поручил ему подготовку этого досье. Шарль де Сент-Круа настолько блестяще справился с работой, что Император, узнав о его желании вступить на военную службу, приказал зачислить его в 1-й иностранный полк сразу в звании командира батальона! Однако случай чуть не прервал его еще не начавшуюся карьеру. Один из родственников императрицы Жозефины, некто де Мариоль, страшный бретер и повеса, также желал занять место командира батальона в 1-м иностранном. Он нашел предлог, чтобы вызвать Шарля на дуэль, но Провидение наказало самоуверенного дуэлянта: пуля Сент-Круа сразила его наповал. Эта дуэль вызвала большой скандал, и Шарля даже на некоторое время взяли под арест. Однако с горем пополам молодой человек выпутался из этой истории и прибыл, наконец, к своему полку, расквартированному в Италии. Хотя Шарль и был совершенным новичком в военном деле, природный дар и хорошее образование помогли ему стать одним из лучших офицеров части, он зарекомендовал себя как умелый организатор и отличился в боях. Маршал Массена заметил молодого талантливого офицера и взял его к себе в адъютанты.
В начале кампании 1809 года Сент-Круа лично захватил в бою под Ноймарктом вражеское знамя, и был произведён в полковники. Поворотным пунктом в его удивительной карьере 
была подготовка французской армии ко второй переправе через Дунай. Во время работ на острове Лобау Сент-Круа проявил столько энергии, отваги и военных дарований, что не только был замечен Императором, у которого достоинства молодого офицера быстро изгладили из памяти неприятные воспоминания о дуэли с родственником Жозефины, но и, более того, стал настоящим коллегой великого полководца, с которым последний обсуждал планы действий и советовался чаще, чем с маршалом Массена. Во время переправы через Дунай и Ваграмской битвы Сент-Круа вновь отличился, несмотря на полученную рану, образцово командуя авангардом и реализовав на практике все, что было задумано в тишине императорского кабинета. Наполеон был в восторге от способностей своего помощника. За заслуги в подготовке и проведении грандиозной Ваграмской операции Шарль де Сент-Круа в неполные двадцать семь лет был произведён в бригадные генералы. Император сказал о нем в разговоре с адъютантом Александра I генералом Чернышевым: «Он напоминает мне маршала Ланна и генерала Дезе, поэтому, если только гром не сразит его, Франция и Европа будут потрясены той карьерой, которую я планирую для него». Увы, в дело вмешался «гром». В 1810 году молодой генерал получил назначение командовать бригадой драгун в армии, готовящейся к наступлению в Португалии. 12 октября, когда вместе с Монбреном он совершал рекогносцировку вдоль берега Тахо, случайное ядро, выпущенное с неприятельской стороны реки, разорвало его пополам... Так в истории Франции не появился маршал Сент-Круа...

## Воинские звания
- Командир батальона (декабрь 1805 года);
- Майор (март 1806 года);
- Полковник (5 мая 1809 года);
- Бригадный генерал (21 июля 1809 года).

## Титулы
- Граф д'Эскорш де Сент-Круа и Империи (фр. comte d'Escorches de Sainte-Croix et de l'Empire; декрет от 15 августа 1809 года, патент подтверждён 14 февраля 1810 года)[1].

## Награды
Офицер ордена Почётного легиона (31 мая 1809 года)